# Elemento termostatico a cera

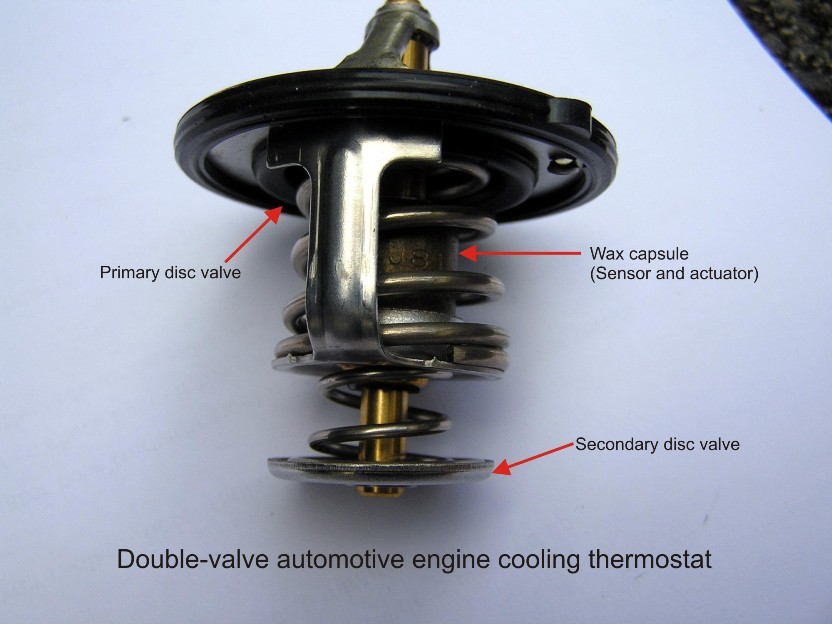
Termostato motore a doppia valvola

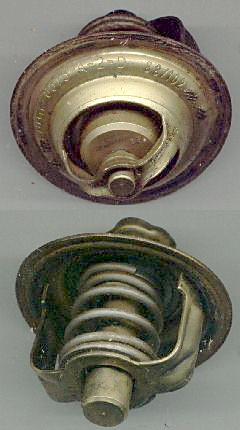
Elemento termostatico a cera per motore automobilistico

L’elemento termostatico a cera, inventato nel 1934 da Sergius Vernet, trasforma il calore in movimento meccanico grazie all'espansione della cera durante la fusione. Inizialmente sviluppato per i sistemi di raffreddamento dei motori automobilistici, ha trovato successivamente applicazione anche nei settori del riscaldamento, della termoidraulica e dell’industria, come nelle valvole termostatiche dei radiatori.

## Termostato automobilistico
Il termostato automobilistico regola la temperatura del motore controllando il flusso del liquido refrigerante verso il radiatore, mantenendo così condizioni di funzionamento ottimali. Generalmente posizionato tra il motore e il radiatore, funziona in modo autonomo e passivo, favorendo il rapido riscaldamento del motore ed evitando il surriscaldamento.
I primi termostati, sviluppati negli anni 1930, risolvevano i problemi di usura causati dalla condensazione del carburante sulle pareti fredde dei cilindri. Utilizzavano soffietti riempiti con un liquido organico che si espandeva con il calore. I termostati moderni, invece, impiegano una capsula di cera che si fonde a una temperatura specifica (di solito tra 70 e 90 °C), espandendosi e aprendo una valvola. Questo tipo è affidabile, insensibile alla pressione e ampiamente utilizzato nei veicoli odierni.
Durante la fase di riscaldamento del motore, il termostato rimane chiuso, permettendo la circolazione del liquido solo all'interno del motore. Quando la temperatura aumenta, la valvola si apre gradualmente per indirizzare il liquido verso il radiatore. Un termostato efficiente bilancia costantemente la ricircolazione interna e il raffreddamento esterno in base al carico e alla temperatura ambiente.
Alcuni motori ad alte prestazioni utilizzano termostati a doppia valvola per evitare shock termici, mescolando liquido ricircolato e raffreddato dal radiatore. Questi sistemi compatti offrono un controllo più preciso e possono anche contribuire al riscaldamento del carburatore.
La cera impiegata è raffinata con precisione per garantire un comportamento di fusione costante, richiedendo distillazioni accurate per prestazioni ottimali.

## Tipi di elementi
Gli elementi a diaframma piatto utilizzano una membrana per trasmettere la pressione dal materiale sensibile alla temperatura a un pistone. Sono noti per l'elevata precisione e vengono impiegati principalmente in impianti di riscaldamento e sanitari. Una molla di ritorno ripristina la posizione iniziale del pistone al raffreddarsi.
Gli elementi squeeze-push impiegano una guaina in gomma sintetica che si espande con il calore, muovendo il pistone tramite una compressione laterale e una spinta verticale. Pur essendo leggermente meno precisi, offrono una corsa più lunga.